# أعلى الشعبة (المفلحي)

تعديل مصدري - تعديل

أعلى الشعبة هي إحدى قرى عزلة المفلحي بمديرية المفلحي التابعة لمحافظة لحج، بلغ تعداد سكانها 109 نسمة حسب تعداد اليمن لعام 2004.